# 凯艾穆努
凯艾穆努（Kaiaimunu）是一种出没于巴布亚新几内亚的神秘动物，它通常被描述为有着长脖子与尾巴、皮肤光滑、体长10-15米、类似镰刀龙的动物。

## 历史
2005年，三名来自阿克林岛（Awirin Island）的目击者在无人居住的迪利洛岛（Dililo Island）一处海滩看见一只长约20米、皮肤像鳄鱼的神秘动物正在泅水。此次目击距离约20-40米，共持续约20秒。目击者根据恐龙图鉴指出神秘动物类似镰刀龙，但头部并不相同。